# Sở thú San Diego
Sở thú San Diego là một vườn thú ở công viên Balboa, San Diego, California, Hoa Kỳ, nơi chứa hơn 3.700 con vật với hơn 650 loài và phân loài. Tổ chức mẹ của nó, San Diego Zoo Global, là một trong những hiệp hội thành viên động vật lớn nhất trên thế giới, với hơn 250.000 hộ thành viên và 130.000 thành viên trẻ em, đại diện cho hơn một nửa triệu người. Sở thú San Diego là cơ sở tiên phong trong khái niệm về các không gian ngoài trời, những chuyến phiêu lưu không thuần túy tạo nên môi trường sống tự nhiên tự nhiên. Đây là một trong số ít vườn thú trên thế giới có nhà ở và thành công trong nuôi gấu trúc khổng lồ. Vào năm 2013, vườn thú đã thêm một triển lãm mới của Koalafornia Adventure, cung cấp trải nghiệm động vật của Úc. Năm 2017 sẽ chứng kiến sự khai trương của Africa Rocks.
Nó được tổ chức phi lợi nhuận bởi tổ chức Hiệp hội vườn thú San Diego phi lợi nhuận trên diện tích on 100 mẫu Anh (40 ha) của Công viên Balboa thuê từ Thành phố San Diego, và quyền sở hữu của tất cả các động vật, thiết bị và các tài sản khác thuộc Thành phố San Diego. Sở thú San Diego là một thành viên được công nhận của Hiệp hội Bảo vệ Động vật và Ngư nghiệp (AZA) và Hiệp hội Bảo tàng Hoa Kỳ (AAM) và là thành viên của Hiệp hội động vật Hoa Kỳ (ZAA) và Hiệp hội Chăn nuôi và Thủy sản Thế giới (WAZA). Sở thú San Diego Zoo cũng quản lý Công viên Safari Sở thú San Diego và Viện Nghiên cứu Bảo tồn Vườn thú San Diego.

## Lịch sử
—Harry M. Wegeforth, after hearing a lion roar at the 1915 Panama-California Exposition
Sở thú San Diego đã phát triển từ những triển lãm động vật kỳ lạ bị bỏ lại sau năm 1915 Panama-California Exposition. Tiến sĩ Harry M. Wegeforth đã thành lập Hiệp hội Vườn thú San Diego, gặp mặt vào ngày 2 tháng 10 năm 1916, ban đầu theo tiền lệ do Hiệp hội Động vật học New York thiết lập tại Sở thú Bronx. Ông làm chủ tịch xã hội cho đến năm 1941. Một dải đất lâu dài ở Công viên Balboa được dành riêng vào tháng 8 năm 1921; Theo lời khuyên của luật sư thành phố, người ta đã đồng ý rằng thành phố sẽ sở hữu tất cả các động vật và sở thú sẽ quản lý chúng. Sở thú bắt đầu di chuyển trong năm sau. Ngoài các động vật từ Triển Lãm, vườn thú đã mua được một loại thảo dược từ công viên giải trí Wonderland Amusement Park (San Diego) đã ngưng hoạt động. Ellen Browning Scripps tài trợ một hàng rào xung quanh vườn thú để nó có thể bắt đầu tính phí vào cửa để bù đắp chi phí. Ấn bản ZooNooz đã bắt đầu từ đầu năm 1925.
Nhà sưu tập động vật Frank Buck đã làm giám đốc Sở thú San Diego ngày 13 tháng 6 năm 1923, ký hợp đồng 3 năm với Wegeforth. William T. Hornaday, giám đốc Sở thú Bronx, đã đề xuất Buck cho công việc này. Nhưng Buck đã nhanh chóng mâu thuẫn với Wegeforth có ý chí mạnh mẽ và rời khỏi sở thú sau ba tháng để quay trở lại để thu thập động vật.
Sau khi một số giám đốc có thời gian quản lý ngắn ngủi khác, Wegeforth bổ nhiệm nhân viên kế toán của vườn thú, Belle Benchley, vào chức vụ thư ký điều hành, là giám đốc sở thú trên thực tế; bà đã được trao danh hiệu thực tế của giám đốc sở thú một vài năm sau đó. Bà từng là giám đốc sở thú từ năm 1925 đến năm 1953. Trong phần lớn thời gian đó, bà là giám đốc sở thú nữ duy nhất trên thế giới. Người kế tục cô làm giám đốc là Tiến sĩ Charles Schroeder.
Sở thú San Diego là sở thú tiên phong trong việc xây dựng triễn lãm thủ "không nhốt" Wegeforth đã xác định để tạo ra các cuộc triển lãm có giao thông hào ngay từ đầu, và khu vực sư tử đầu tiên tại Sở thú San Diego mà không có dây kèm theo mở năm 1922.
Cho đến những năm 1960, trẻ em dưới 16 tuổi được vào cửa miễn phí bất kể họ có đi kèm với một người lớn trả tiền.
Trung tâm Sinh sản Các loài bị nguy cấp (CRES) của vườn thú được thành lập vào năm 1975 với sự thúc giục của Kurt Benirschke, người đã trở thành giám đốc đầu tiên. CRES được đổi tên thành bộ phận Bảo tồn và Nghiên cứu các Loài Nguy cấp vào năm 2005 để phản ánh tốt hơn nhiệm vụ của nó. Trong năm 2009 CRES được mở rộng đáng kể để trở thành Viện Nghiên cứu Bảo tồn.
Một orangutan có tên gọi Ken Allen đã được báo cáo trong một số tờ báo vào mùa hè năm 1985 đã liên tục thoát khỏi khu vực nhốt đười ươi.
Koala abino duy nhất thế giới ở một cơ sở vườn thú đã được thiết lập ngày 1 tháng 9 năm 1997, tại Sở thú San Diego có tên gọi là Onya-Birri, có nghĩa "cậu bé ma" trong một ngôn ngữ thổ dân Úc. Sở thú San Diego có số lượng koala lớn nhất bên ngoài Úc.
Năm 2014, một đàn chim cánh cụt châu Phi đã đến sở thú này lần đầu kể từ năm 1979. Chúng sẽ được di chuyển đến Africa Rocks khi mở cửa vào năm 2017.
Năm 2016, Baba, con tê tê cuối cùng được trưng bài ở Bắc Mỹ, chết tại sở thú này.